# Hautefort
Hautefort (okzitanisch Autafòrt) ist eine französische Kleinstadt mit 814 Einwohnern (Stand: 1. Januar 2022) im Département Dordogne in der Region Nouvelle-Aquitaine. Sie gehört zum Arrondissement Sarlat-la-Canéda und zum Kanton Le Haut-Périgord noir. Die Bewohner werden Hautefortais und Hautefortaises genannt.

## Geographie
Hautefort liegt 34 Kilometer ostnordöstlich von Périgueux. Umgeben wird Hautefort von den Nachbargemeinden Cherveix-Cubas im Nordwesten und Norden, Boisseuilh im Norden und Osten, Badefols-d’Ans im Südosten, Nailhac und Granges-d’Ans im Süden, Temple-Laguyon und Sainte-Orse im Südwesten sowie Tourtoirac im Westen.

## Bevölkerungsentwicklung
| Jahr                       | 1962 | 1968 | 1975 | 1982 | 1990 | 1999 | 2006 | 2019 |
| Einwohner                  | 1002 | 1022 | 1142 | 1035 | 1048 | 1184 | 1120 | 859  |
| Quellen: Cassini und INSEE |      |      |      |      |      |      |      |      |

## Sehenswürdigkeiten
- Kirche Saint-Aignan, 1620 wieder errichtet
- Schloss Hautefort, in Teilen seit 1958 (Terrassen und Park seit 1967) als Monument historique klassifiziert
- Ehemaliges Hospital von Hautefort, heute medizinhistorisches Museum, seit 1931 als Monument historique klassifiziert
- Schloss Les Charreaux mit Taubenturm aus dem 17./18. Jahrhundert

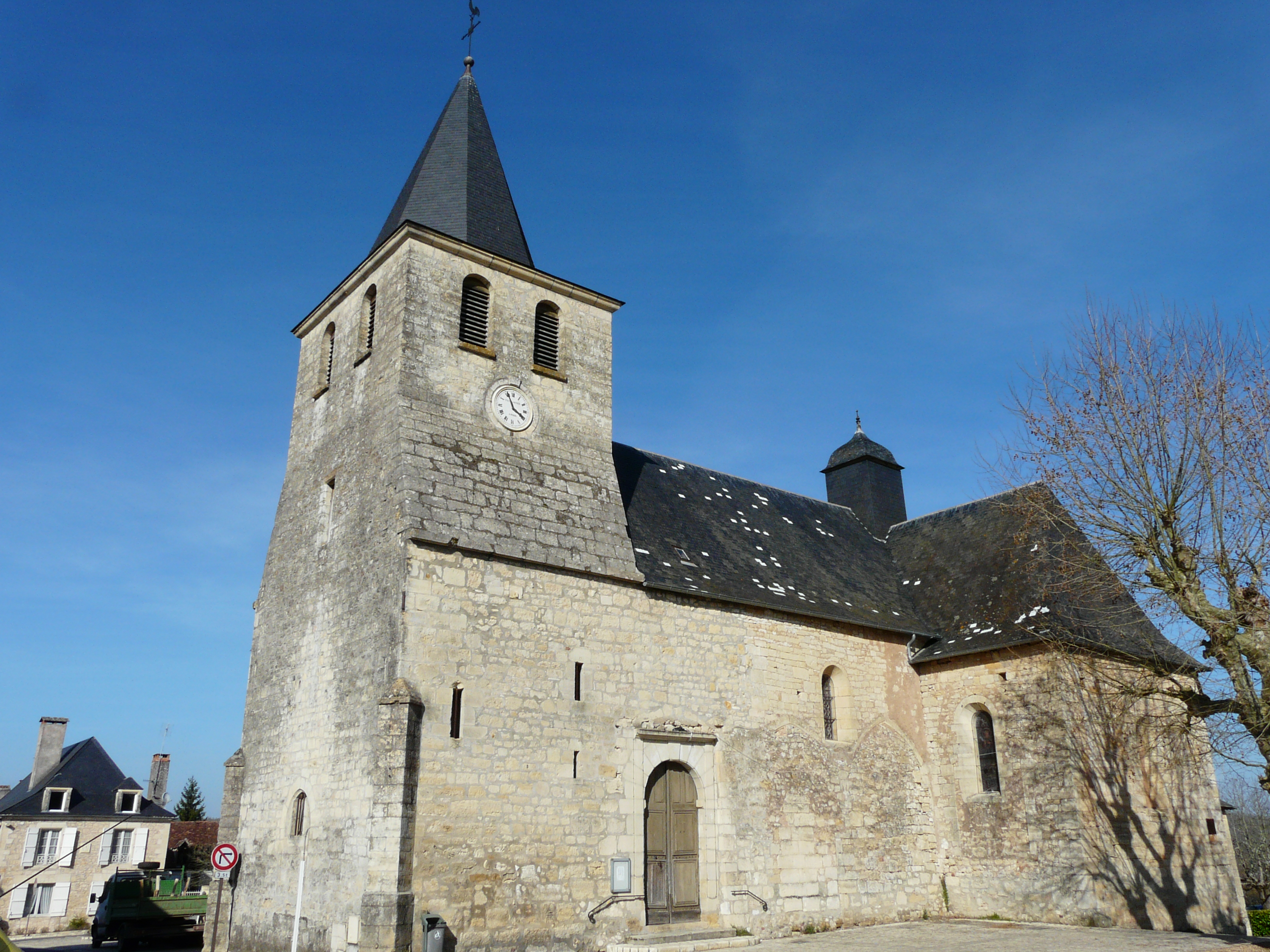
Kirche Saint-Aignan
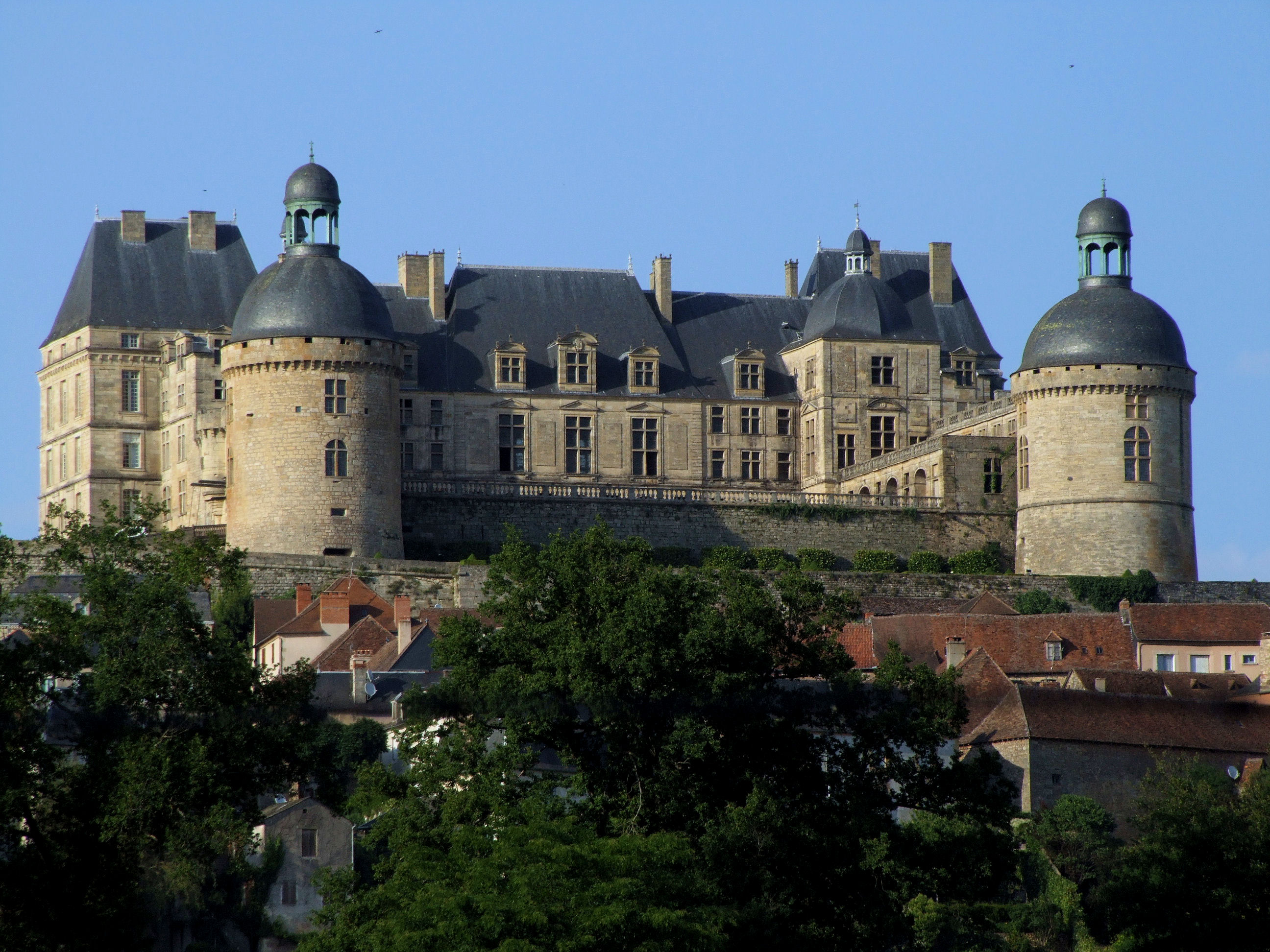
Schloss Hautefort
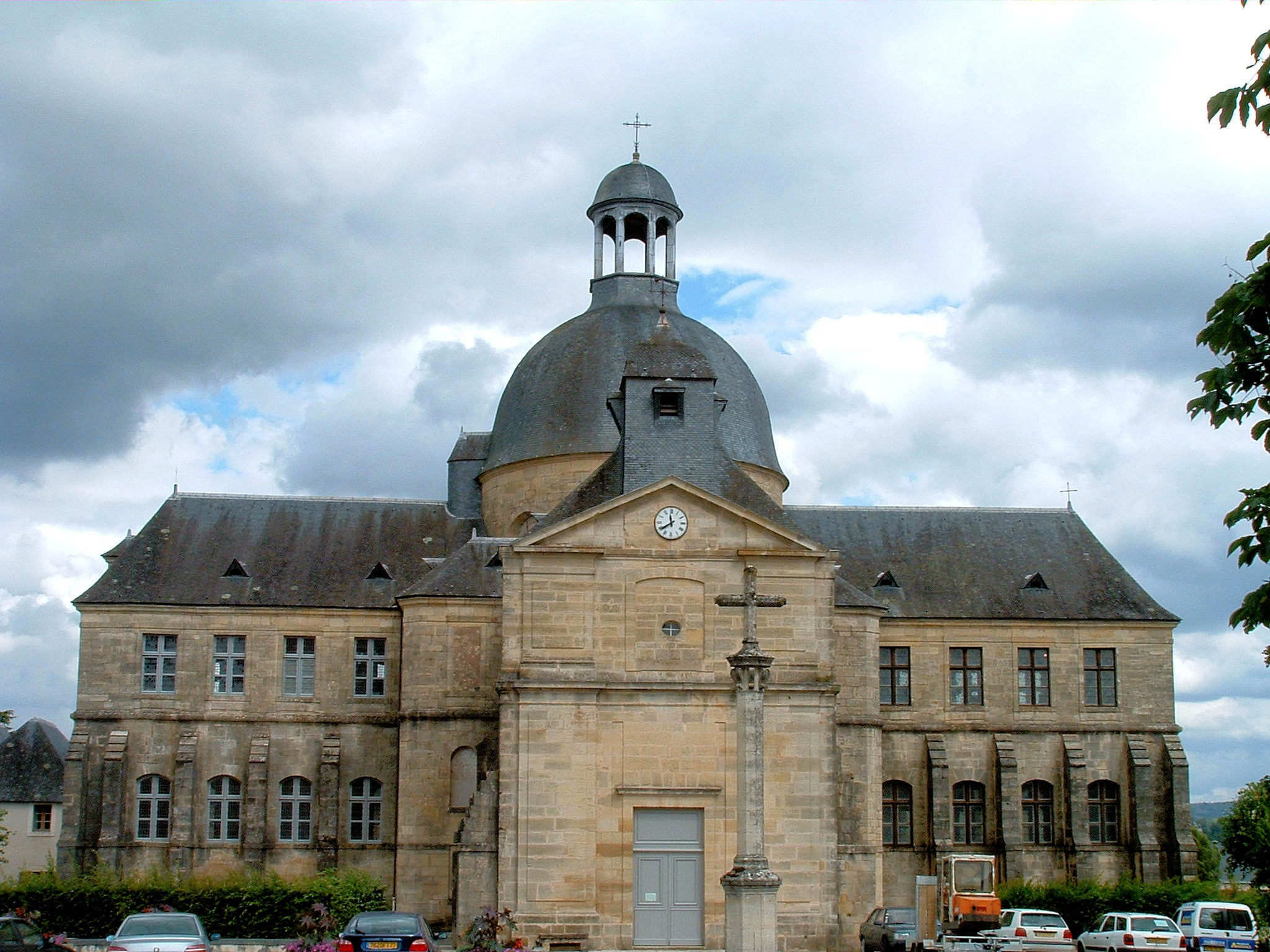
Hospital
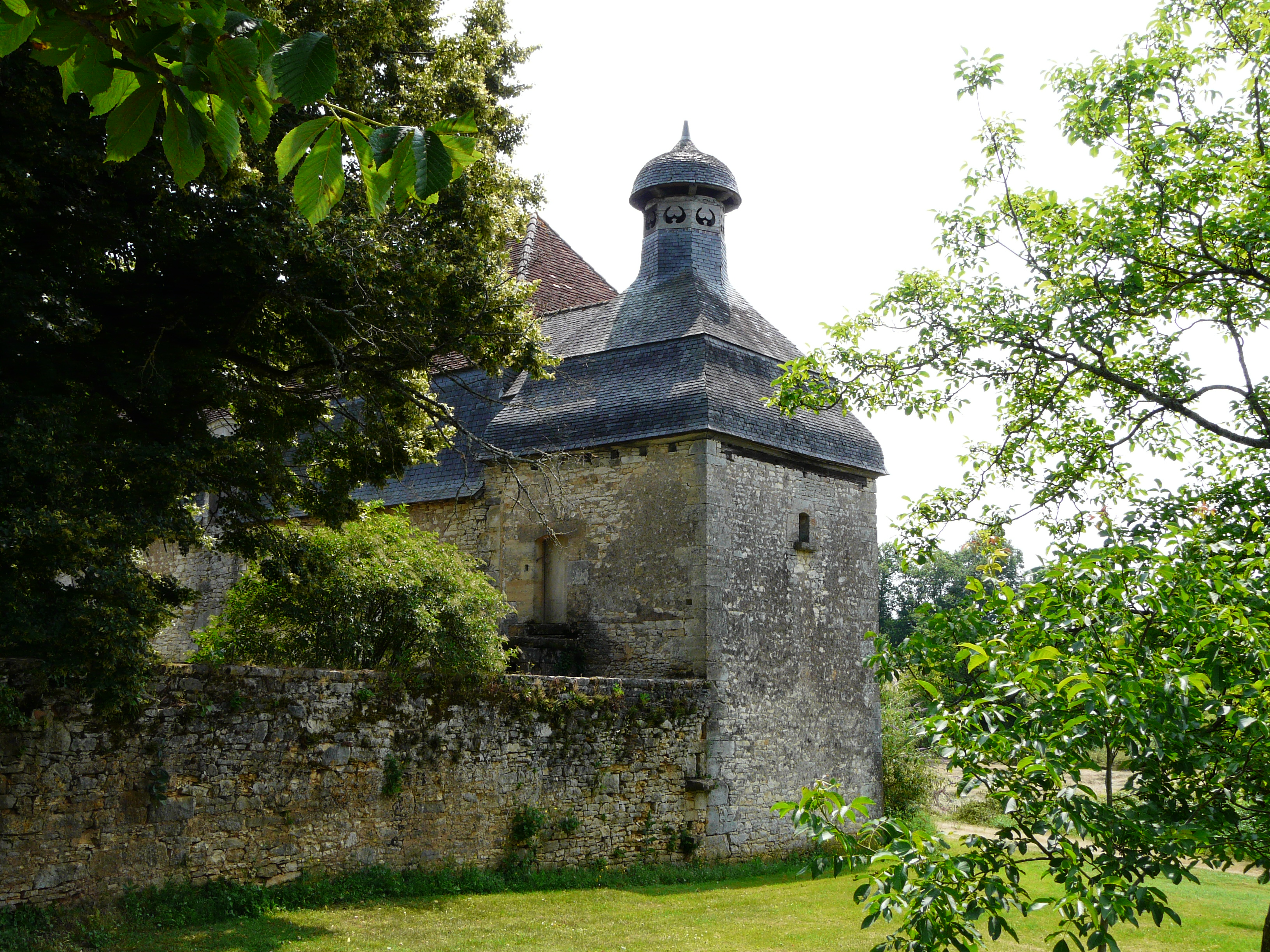
Teil des Schlosses Les Charreaux

## Persönlichkeiten
- Bertran de Born (vor 1140–um 1215), Baron, Troubadour und Herr von Hautefort
- Eugène Le Roy (1836–1907), Schriftsteller
- René Lavaud (1874–1955), Literaturwissenschaftler